# Õÿö
Õÿö é o nono álbum de estúdio lançado pela cantora, compositora e produtora beninense Angélique Kidjo. O álbum será lançado no dia 6 de Abril de 2010, pela gravadora Razor & Tie.

## Faixas
| N.º            | Título                                           | Compositor(es)                                | Duração |  |
| 1.             | "Zelie"                                          | Bella Bellow                                  | 2:03    |  |
| 2.             | "Samba Pa Ti" (Versão em Iorubá)                 | Carlos Santana                                | 3:37    |  |
| 3.             | "Move On Up" (Part. de John Legend)              | Curtis Mayfield                               | 3:45    |  |
| 4.             | "Lakutshona Llanga"                              | Mackay Davashe                                | 2:16    |  |
| 5.             | "I've Got Dreams to Remember" (Versão em Iorubá) | Otis Redding, Zelma Redding e Joe Rock        | 3:52    |  |
| 6.             | "Kelele"                                         | Jean Hébrail e Angélique Kidjo                | 3:41    |  |
| 7.             | "Baby, I Love You" (Part. de Dianne Reeves)      | Ronnie Shannon                                | 3:10    |  |
| 8.             | "Dil Main Chuppa Ke Pyar Ka"                     | Mohammed Rafi                                 | 3:50    |  |
| 9.             | "Petite Fleur"                                   | Sidney Bechet                                 | 2:19    |  |
| 10.            | "Afia"                                           | Vinicius Cantuaria e Angélique Kidjo          | 4:13    |  |
| 11.            | "Cold Sweat"                                     | James Brown e Pee Wee Ellis                   | 4:03    |  |
| 12.            | "Out of Africa" (Versão em Mina)                 | John Barry                                    | 3:08    |  |
| 13.            | "Mbube"                                          | Solomon Linda                                 | 4:28    |  |
| 14.            | "Atcha Houn"                                     | Traditional                                   | 1:37    |  |
| 15.            | "You Can Count on Me"                            | Jean Hébrail, Naima Herbail e Angélique Kidjo | 3:09    |  |
| 16.            | "Agbalagba"                                      | Jean Hébrail e Angélique Kidjo                | 2:26    |  |
| Duração total: | Duração total:                                   | Duração total:                                | 51:37   |  |

## Desempenho
| País           | Parada (2007)          | Melhor posição |
| -------------- | ---------------------- | -------------- |
| Estados Unidos | Top World Music Albums | 4              |

## Prêmios
| Premiação     | Categoria                                     | Resultado |
| ------------- | --------------------------------------------- | --------- |
| Grammy Awards | Melhor álbum contemporâneo de Música do mundo | Indicado  |